# Creu de terme de Canyamars
La Creu de terme de Canyamars és una creu de terme de Dosrius (Maresme) situada a la unió de l'Avinguda de Lluís Companys amb el carrer Major de Canyamars.
És una creu de terme aïllada de ferro forjat, situada damunt d'un basament troncopiramidal bastit amb blocs de granit escairats. La creu és llatina i està ornamentada amb reganyols en espiral disposats simètricament al voltant dels braços i en l'encreuament dels mateixos. El fust està decorat amb una estrella de vuit puntes central. L'alçada total és d'uns 2,5 metres.
Fou construïda l'any 1952 a instàncies del rector de la parròquia de Sant Esteve de Canyamars, mossèn Artur Vicente Ortiz. Fou construïda amb la intenció de tenir una creu de terme a l'entrada del nucli urbà (fins aquell moment, la Creu del camí de la Creueta feia aquesta funció) i també en motiu de la Missió extraordinària dedicada a les ànimes, que va tenir lloc a Canyamars durant el mes de novembre del mateix any.